# Grijsgroene stofkorst
Grijsgroene stofkorst (Buellia griseovirens) is een korstmossoort uit de familie Caliciaceae.

## Determinatie
Grijsgroene stofkorst is een korstvormig korstmos. Het thallus is wit met donkergroene, soms donkerblauw verkleurde ronde tot samenvloeiende soralen die iets boven het thallus liggen. Bij wrijven verkleuren de soralen lichtgroen. Het vertoond de volgende kleurreacties: K+ (geel en later rood), C+/- (geel), KC-, P+ (geel) en UV-.

## Ecologie
Grijsgroene stofkorst heeft een voorkeur voor gladde schors van wat oudere bomen, zoals beuk en Amerikaanse eik.

## Verspreiding
In Nederland is grijsgroene stofkorst vrij algemeen.